# برج کبوتر اژیه
برج کبوتر اژیه مربوط به دوره قاجار است و در شهرستان اصفهان، بخش جلگه، شهر اژیه، جنب بلوار امامزاده واقع شده و این اثر در تاریخ ۲۰ اسفند ۱۳۸۵ با شمارهٔ ثبت ۱۸۱۰۹ به‌عنوان یکی از آثار ملی ایران به ثبت رسیده است.